# Tolosa (Espanha)
Tolosa é um município da Espanha na província de Guipúscoa, comunidade autónoma do País Basco. Tem 37,4 km² de área e em 2021 tinha 19 795 habitantes (densidade: 529,4 hab./km²).

## Demografia
| Variação demográfica do município entre 1991 e 2004[carece de fontes?] | Variação demográfica do município entre 1991 e 2004[carece de fontes?] | Variação demográfica do município entre 1991 e 2004[carece de fontes?] | Variação demográfica do município entre 1991 e 2004[carece de fontes?] |
| ---------------------------------------------------------------------- | ---------------------------------------------------------------------- | ---------------------------------------------------------------------- | ---------------------------------------------------------------------- |
| 1991                                                                   | 1996                                                                   | 2001                                                                   | 2004                                                                   |
| 18150                                                                  | 17979                                                                  | 17642                                                                  | 17798                                                                  |